# Everything Was Beautiful, and Nothing Hurt
Everything Was Beautiful, and Nothing Hurt je studiové album amerického hudebníka Mobyho. Vydáno bylo 2. března roku 2018 společnostmi Little Idiot a Mute Records. Vydání alba bylo oznámeno v prosinci 2017, kdy byl rovněž zveřejněn první singl – píseň „Like a Motherless Child“, která je Mobyho vlastní verzí otrockého tradicionálu s názvem „Sometimes I Feel Like a Motherless Child“. Druhá píseň z alba, „Mere Anarchy“, byla zveřejněna 29. ledna 2018 a rovněž byla opatřena videoklipem. Název alba pochází z knihy Jatka č. 5 amerického spisovatele Kurta Vonneguta.

## Seznam skladeb
| Pořadí | Název                     | Délka |
| ------ | ------------------------- | ----- |
| 1.     | Mere Anarchy              | 5:15  |
| 2.     | The Waste of Suns         | 4:44  |
| 3.     | Like a Motherless Child   | 4:37  |
| 4.     | The Last of Goodbyes      | 4:23  |
| 5.     | The Ceremony of Innocence | 3:56  |
| 6.     | The Tired and the Hurt    | 4:26  |
| 7.     | Welcome to Hard Times     | 5:08  |
| 8.     | The Sorrow Tree           | 4:28  |
| 9.     | Falling Rain and Light    | 4:46  |
| 10.    | The Middle Is Gone        | 5:13  |
| 11.    | This Wild Darkness        | 4:09  |
| 12.    | A Dark Cloud Is Coming    | 5:24  |